# مايكل جيه رايان
مايكل «مايك» ج. رايان (بالإنجليزية: Michael "Mike" J. Ryan)‏ هو طبيب أيرلندي ومدير تنفيذي لبرنامج الطوارئ الصحية لمنظمة الصحة العالمية والمكلف بالاحتواء والعلاج الدوليين لمرض مرض فيروس كورونا 2019 الجديد. شغل منصب المدير العام المساعد للتأهب والاستجابة للطوارئ في برنامج الطوارئ الصحية لمنظمة الصحة العالمية في الفترة من 2017 إلى 2019. انضم رايان إلى منظمة الصحة العالمية لأول مرة في عام 1996 وكان يشغل سابقا منصب رئيس فريق من الخبراء الدوليين المشاركين في احتواء وباء الإيبولا بأوغندا. في عام 2014، تم تعيينه من قبل المدير العام مارغريت تشان في المجموعة الاستشارية لمنظمة الصحة العالمية بشأن الاستجابة لمرض فيروس إيبولا، التي يشترك في رئاستها سام زارامبا وديفيد لي هيمان. «رايان» أصيل قرية كاري، مقاطعة سليغو، أيرلندا، وترعرع في بلدة شارلستون، مقاطعة مايو. يقيم حاليا في جنيف، سويسرا.

## روابط خارجية
- مايكل جيه رايان على موقع IMDb (الإنجليزية)